# AMD K6-2

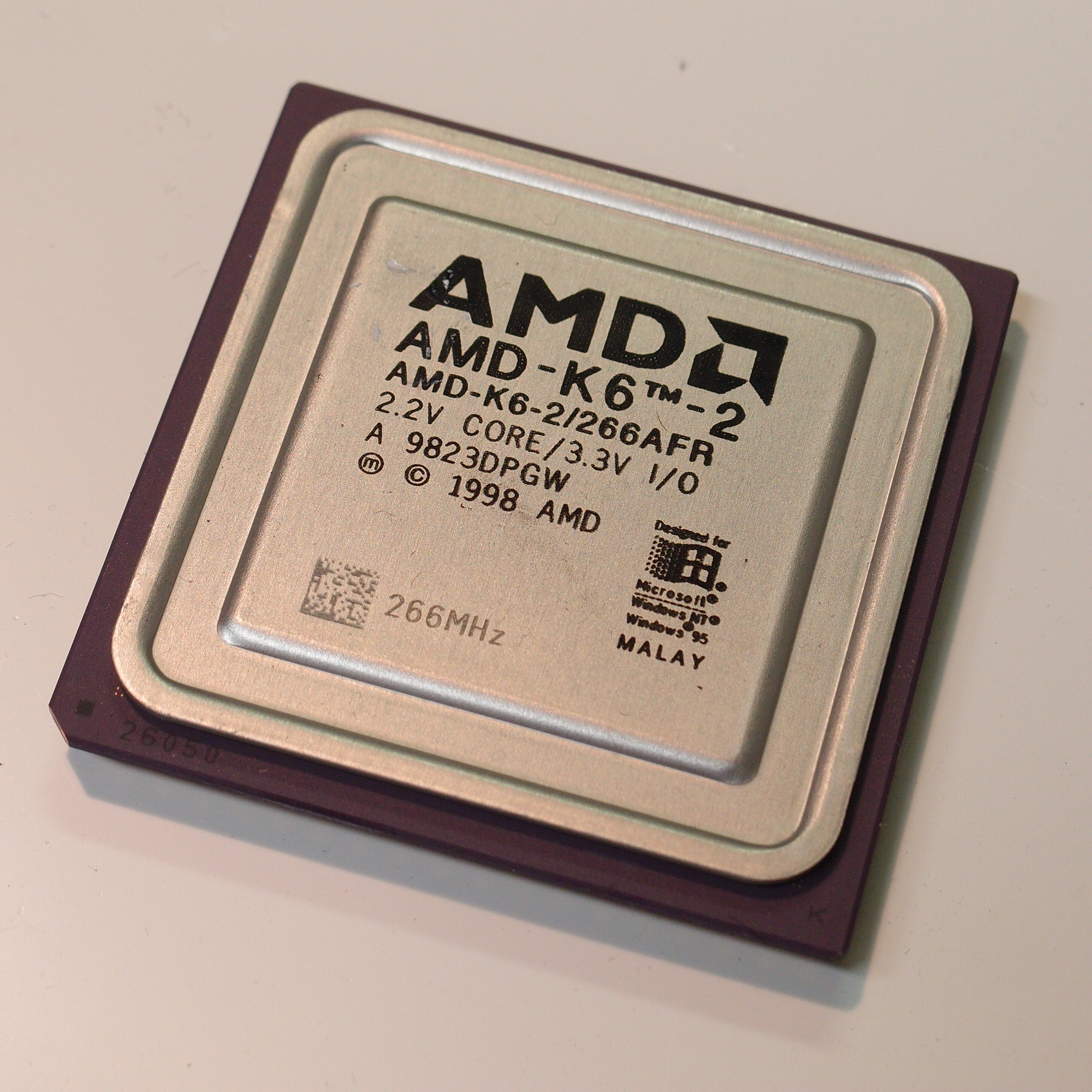
AMD K6-2 266 MHz

AMD K6-2는 AMD가 1998년 5월 28일에 출시한 x86 마이크로프로세서이며 266~550MHz의 속도를 제공한다. 원래 K6을 개선한 K6-2에는 AMD의 3DNow! SIMD 명령어 세트와 업그레이드된 시스템 버스 인터페이스인 슈퍼 소켓 7은 이전 소켓 7 마더보드와 호환된다. 250나노미터 공정을 사용하여 제조되었으며 2.2V에서 작동하고 930만 개의 트랜지스터를 사용했다.

## K6-2+
이름에도 불구하고 잘 알려지지 않은 K6-2+는 128KiB 통합 L2 캐시를 갖춘 AMD K6-III 디자인(모델 13)을 기반으로 하며 0.18마이크로미터 프로세스를 기반으로 구축되었다(본질적으로 L2 캐시가 절반인 K6-III). K6-2+는 저전력 모바일 CPU로 특별히 설계되었다. 기가바이트 및 FIC와 같은 일부 마더보드 회사는 이러한 프로세서를 사용할 수 있도록 데스크탑 마더보드에 대한 BIOS 업데이트를 제공했다. 공식적으로 지원되지 않는 다른 메인보드의 경우 커뮤니티에서 자체적으로 비공식 BIOS 업데이트를 만들었다.
대부분의 K6-2+ 마더보드는 5.5보다 큰 클럭 승수 설정을 지원하지 않았다. 550MHz가 K6-2+의 공식 최고 속도(100*5.5 = 550)였으나 K6-2와 K6-2+ 모두 알려진 기능이 거의 없었기 때문이다. 마더보드 클럭 배율 설정 2를 6으로 해석했다는 것이다. 이로 인해 많은 사용자가 마더보드 클럭 배율을 2로 설정하기만 하면 K6-2+ 550MHz, 심지어 K6-2+ 500MHz도 600MHz 속도로 실행할 수 있었다.